# マーク IV 戦車
マーク IV 戦車（マーク 4 せんしゃ、Mark IV tank）は、イギリスが開発した世界初の戦車であるマーク I 戦車の問題点を改善・改良した戦車である。 

## 概要

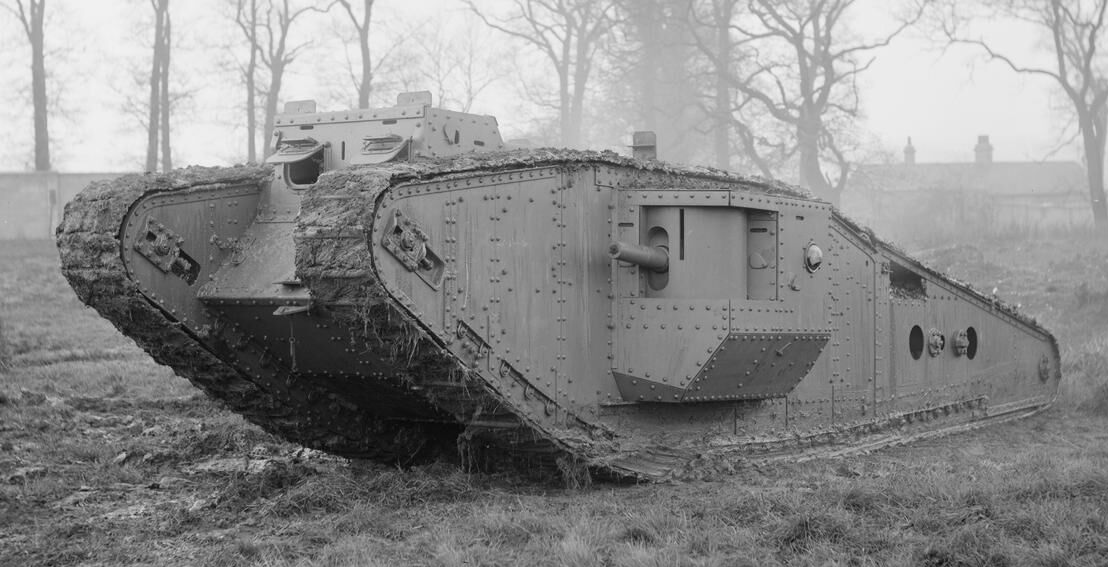
マークIVをベースに、車体尾部を延長した試作車「タッドポール」（Tadpole、「オタマジャクシ」の意）

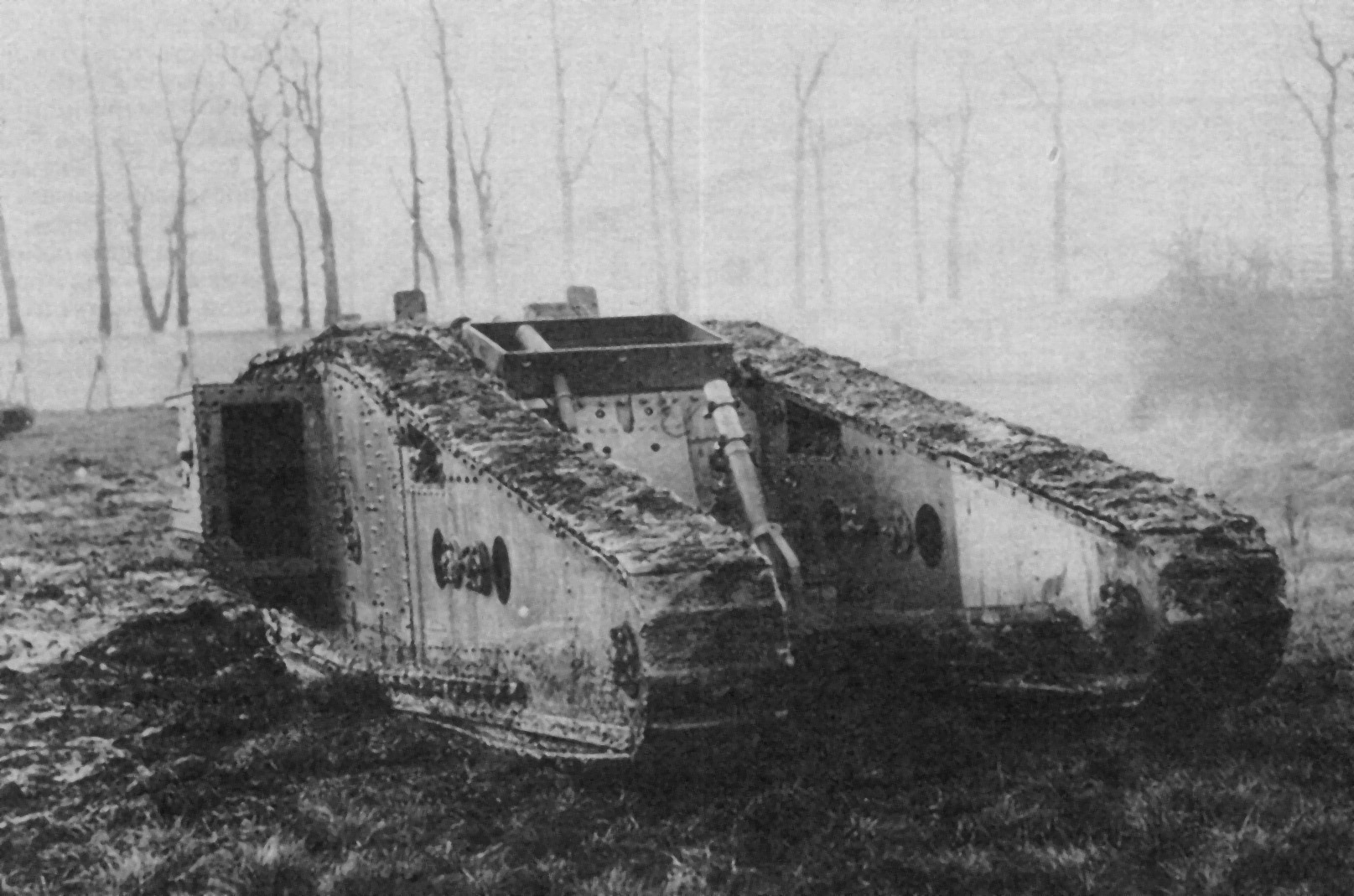
延長部「タッドポール・テール」（Tadpole Tail、「オタマジャクシの尾」の意）の間に迫撃砲を搭載した「タッドポール」

世界初の戦車となったマークIであったが、開発を急ぐあまり乗員の居住性や安全性は考慮されていなかった。菱形戦車としてはほぼ完成型の域に達してはいたものの、その構造上サスペンションは搭載されず、乗員の居住性は最悪であった。特にエンジンルームと乗員搭乗室が同じ部屋で仕切り等もなかった為、エンジンの発する熱による弊害や振動により乗員がむき出しのエンジンに激突するなど問題があった。また、車内に光源が存在せず、小さな銃眼から差し込む光が頼みであった。これも換気扇などがない車内では、エンジンの排気や発砲煙によって遮られた。
これらの問題点はマークIIやマークIIIと改良を重ねるごとに改善されていき、乗員の居住性も含めて前期菱形戦車の集大成となったのがマークIV戦車である。マークIIとマークIIIは練習用戦車なので、実戦用戦車としては、マークIの次はマークIVとなる。
マークIと同様に砲と機関銃を備えた雄型と、機関銃のみ装備の雌型の2種類が存在し、基本的な形状は変わらないものの若干小型化している。燃料タンクは内蔵型から車外へと移し容量の増加を図り、エンジン冷却ファンや換気扇の設置により、排煙の問題や居住性の向上に繋がった。また、ドイツ軍のSmK弾を考慮し、特殊な鋼鉄製装甲に変更された。車体上には軟弱地脱出用の角材を載せるレールが設置された。マークIから続く大型尾輪（ステアリングホイール）も継承されてはいるが、実戦ではこれを取り外している車両が大半だった。
武装はマークIIIからの変更だが、左右砲郭に1門ずつ装備された6ポンド(57mm)砲が40口径から23口径へと短砲身化されている。これは不整地走行の際、「長い砲身が地形に引っかかる」との苦情に応えた物で、砲の威力（貫徹力）は当然減少するのだが、対戦車戦闘を考慮に入れない当時は問題にされず、むしろ砲の取り回しが改善されたとして歓迎された。なお、砲郭部のスポンソン（張り出し）はそれまでの菱形戦車と違い、鉄道輸送時に取り外すことなく車内へ引き込むことが可能に改良されている。
しかし、マークＩ以来の「操縦に4名の乗員が必要」という最大の欠点は依然として存在した。この欠点は次作のマークＶで解決する。
1917年より製造が開始され、生産数は1,015輌に上る。更にマークIVには物資輸送用の補給戦車型や、武装を撤去してクレーンを搭載したタイプなどの派生型が存在する。

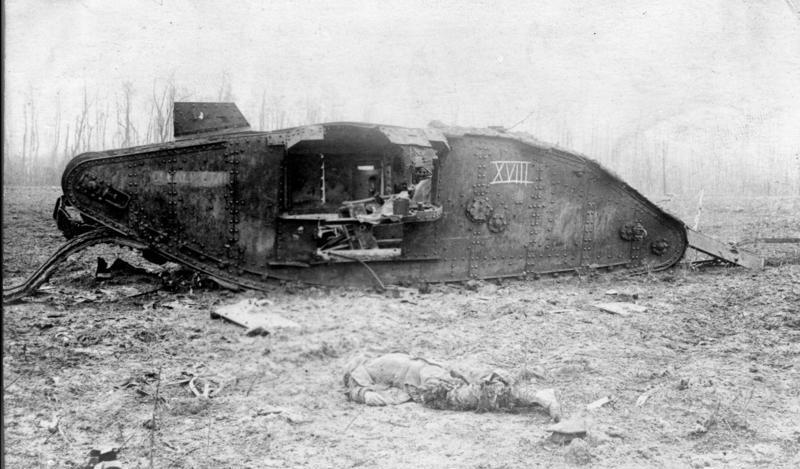
撃破されたマークIV
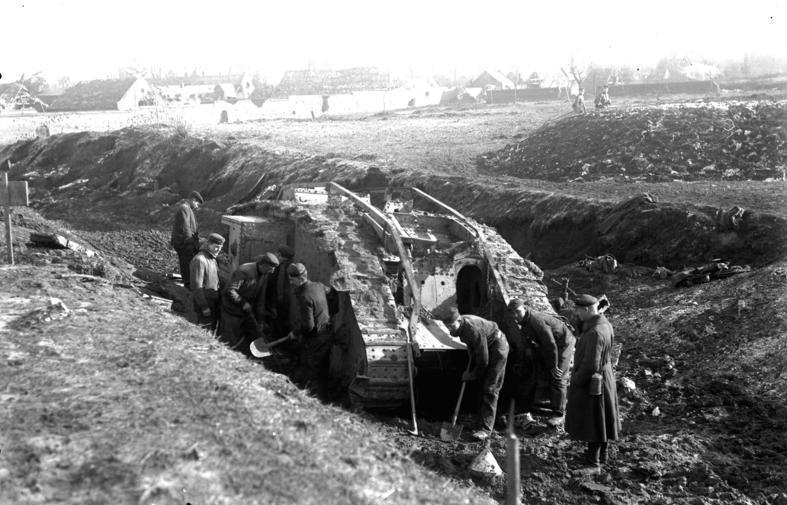
カンブレーの戦いで撃破され、ドイツ軍に鹵獲されたマークIV
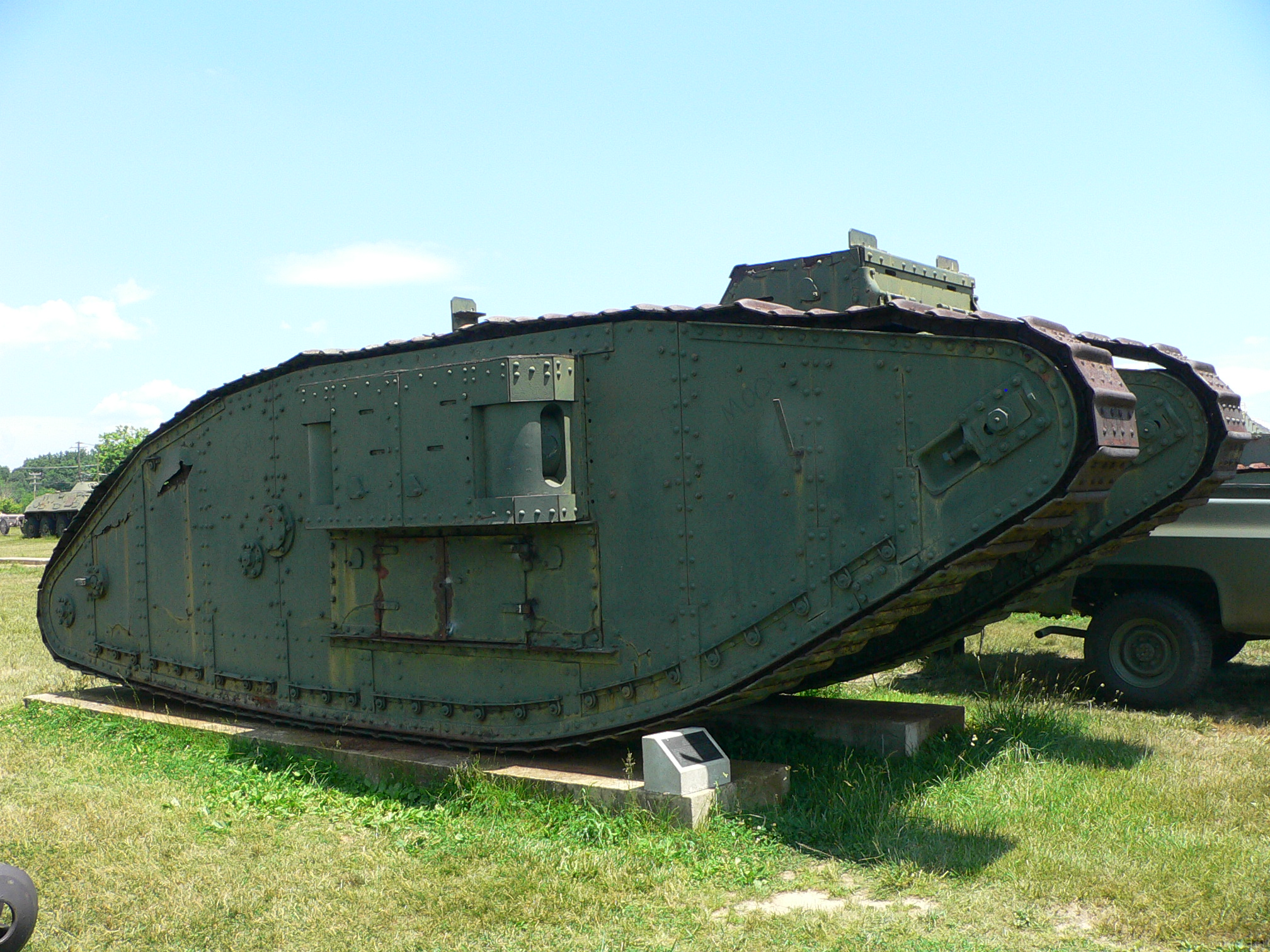
アメリカ陸軍兵器博物館のマークIV雌型

## カンブレーの戦い
1917年11月20日から12月7日にかけて、史上初の戦車の集中運用が行われた。「カンブレーの戦い」である。
ドイツ軍が構築した「ヒンデンブルク線」を突破するため、イギリス軍は交通の要所（にして、ドイツ軍の縦深防御陣地が築かれていた）カンブレーに攻勢をかけることを決定、主力となるマークIV戦車を含めて、400輌以上の車両が集められた。
この作戦では、（歩兵の支援役として）戦車を先行させつつ、そのすぐ後方に歩兵と砲兵が移動し、砲撃支援や陣地制圧を行う、「歩砲連合」と呼ばれる戦法が取られた。さらには、上空の偵察機や地上攻撃機との連携も考慮されていた。
イギリス軍は、従来の長時間の砲撃の代わりに、突破点となる場所への煙幕弾を含めた短時間での集中砲火と戦車の集中運用により、奇襲性を高め、鉄条網や機関銃陣地などの突破を試みた。
ドイツ軍の虚を突いた攻撃により、戦闘序盤は完全にイギリス軍優勢で進んだ。特に戦車の突破力はすさまじく、ヒンデンブルク線を越え、初日で最大約8 kmも進むという大戦果をあげた。1週間後の11月27日には、カンブレー周辺に、最大幅約11 km、奥行き約9.5 kmに渡る勢力圏を確保した。
しかし、イギリス軍の快進撃もここまでであった。戦車は突破口を作ったものの、以降は目立った活躍はなかった。この戦いでイギリス軍は、戦車のみを集中的に前線へと突出させてしまい、航続距離が短い当時の戦車は、立往生した車両も多かった他、友軍砲歩兵の支援の無い戦車は、その車内からの視界の悪さもあって、ドイツ軍砲歩兵の待ち伏せに対応できなかった。ドイツ軍砲歩兵も巧みな戦法で応戦し、比較的装甲の薄い側面や後面を、野砲での直接射撃や歩兵の迫撃砲によって狙われるなどして、65輌が撃破された。結局、投入された戦車の半数近くにあたる約200輌が行動不能となった。
11月30日には、ドイツ軍の反撃が始まった。ドイツ軍は、短時間かつ集中的な準備砲火と、突撃歩兵による浸透戦術を試験的に運用し、戦線を一気に押し戻してヒンデンブルク線を取り戻し、戦闘が終了する12月8日時点では、ややイギリス側に最前線が動く結果となった。

## 史上初の戦車戦
マークIVは1918年4月24日にフランスのヴィレ＝ブルトヌーで、ドイツ軍と史上初の戦車戦を経験している。この戦闘は偶発的なものであったが、イギリス軍がマークIV雄型・1輌に雌型2輌、ドイツ軍がA7V・3輌と車輌の数では互角であった。
- ドイツ軍第3突撃戦車大隊（指揮：ヴィルヘルム・ビルツ少尉）
  - A7V：3輌（内2輌は位置が離れていたので、戦闘に参加できず、実質1輌）
- イギリス戦車軍団第1大隊A中隊第1分隊（指揮：フランク・ミッチェル少尉）
  - マークIV 雄型：1輌
  - マークIV 雌型：2輌

遭遇した両軍はほぼ同時に互いに気づいたが、機銃しか持たない雌型2輌はA7Vにより撃破された。ミッチェル少尉指揮の雄型はすかさず反撃し、ビルツ少尉搭乗のA7Vに直撃弾を与えた。イギリス戦車はドイツ戦車と違い、戦車戦の発生を想定していなかったために徹甲弾を積載しておらず、搭載していた榴弾ではA7Vの装甲を貫通できなかった。しかしA7Vの乗員は誘爆を恐れて車輌から脱出し、戦闘は終わった。
ドイツ軍側は直撃の衝撃で乗員5名の戦死者を出しているが、戦闘は、
- ドイツ軍側の損害：A7V 1輌中破
- イギリス軍側の損害：マークIV 雌型 2輌撃破

という、戦術的にはイギリス軍側の敗北となった。しかしドイツ側は、戦車を放棄し、歩兵も後退しているので、戦略的にはイギリス側の勝利であった。イギリス軍はこれを教訓として、雌型の片方の機関銃を6ポンド砲に乗せ換えた「雄雌型」の生産を開始するなど、対戦車戦を意識した対策を進める。
世界で二度目の戦車戦は、同日、1輌のマーク A ホイペット中戦車（ホイペットが敵戦車と交戦した唯一の戦闘）が、ドイツ軍のA7Vによって撃破されたものである。

## 日本でのマークIV戦車
第一次世界大戦で1916年（大正5年）から戦車が活躍すると、日本陸軍でもさっそくこの新型兵器に目をつけ、わずか1年後の1917年（大正6年）には戦車の購入を検討している。そこで水谷吉蔵輜重兵大尉がイギリスに派遣され、当初は最新のマークV戦車の購入を打診したが、最新技術の集大成であるマークV戦車を売却することをイギリスは許さず、やむを得ず次善の策として、一つ前の型であるマークIV戦車を購入することになった。そしてイギリスから輸入されたマークIV戦車の雌型が1輌、操作方法を指導するためのイギリス人将校ブルース少佐1名と下士官4名とともに、1918年（大正7年）10月17日に貨物船静岡丸で神戸港に、そこで積み替え、1918年（大正7年）10月24日に貨物船新潟丸で横浜港に入っている。
日本陸軍では、1907年（明治40年）に「自動車開発研究機関」を設置。1912年（明治45年）6月に「軍用自動車調査委員会」を発会。1915（大正4）年には、発達目覚しい軍用自動車の研究や教育や試験を行う機関として、東京の信濃町にあった輜重兵第一大隊内に「軍用自動車試験班」が設立された。
1918年（大正7年）10月28日、輸入されたマークIV戦車の雌型が、横浜から汐留（旧新橋駅）までは鉄道で運ばれ、汐留からは信濃町の輜重兵第一大隊へと、イギリス人将兵達の操縦で、夜間に路面の敷石を踏み砕きながら自走して持ち込まれた。その後、マークIV戦車の雌型は青山ヶ原の青山練兵場に移され、皇族や将校などを迎えて、イギリス人将兵達の操縦で試験走行が行われた。1918年（大正7年）12月には陸軍自動車学校（1925年（大正14年）設立）の前身となる「自動車隊研究班」が設立され、マークIV戦車の雌型はそこで研究されることになる。イギリス人将兵達はいつの頃か勲章を授けられて帰国している。
1925年（大正14年）5月1日に、千葉の陸軍歩兵学校に「歩兵学校戦車隊」が設立されると、同校で教練用に使われていたが、わずか2年後に引退した。
それ以後、戦時中も、靖国神社の遊就館で屋外展示されていたが、戦後の行方は不明。一説には、遊就館は1945年（昭和20年）5月に空襲を受けたので、その時に被爆してスクラップにされたとも、アメリカ軍が持ち去ったとも、される。
本車側面のケースメート（砲郭）からは、機関銃装備の雌型であるにもかかわらず速射砲の砲身のようなものが突出しているが、これはダミーや速射砲に換装した物ではなく、ルイス .303（7.7mm）空冷式軽機関銃の空冷用銃身被筒である（マークIVは雄雌ともに、他の型の菱形戦車がヴィッカース.303（7.7mm）水冷式重機関銃を装備していたのと異なり、ルイス軽機関銃を装備していた）。
日本陸軍では、マーク IV 戦車のことを、「四號型重戦車」と表記した。

## 登場作品

### 映画
『トランスフォーマー/最後の騎士王』
オートボットの1人であるブルドッグが変形する。

### アニメ
『ガールズ＆パンツァー 最終章』

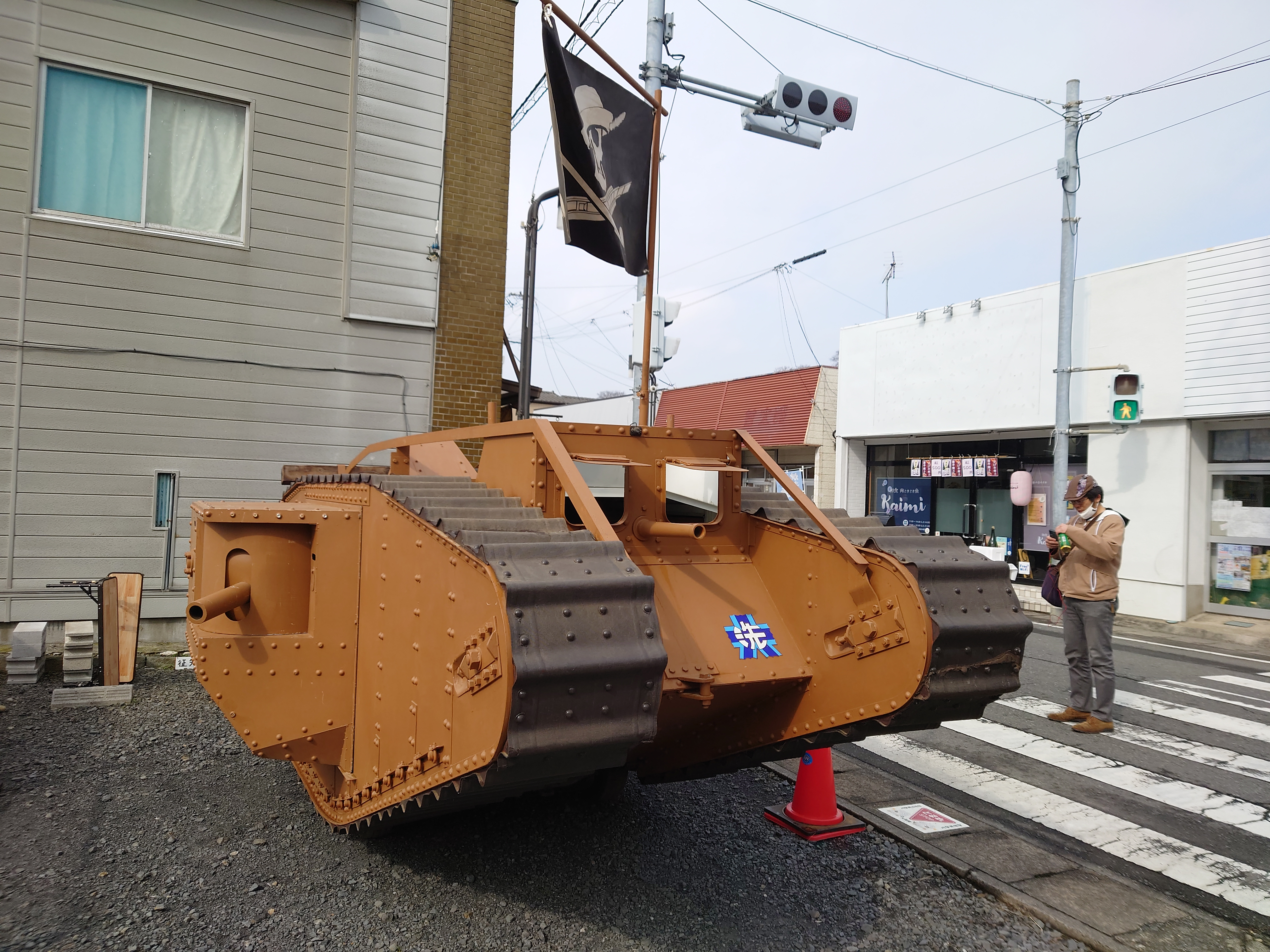
熱狂的なファンが制作したマークIV戦車レプリカ

サメさんチーム（船舶科チーム）の使用戦車として雄型が登場し、大洗女子学園戦車道チーム9輌目の戦車として「冬期無限軌道杯」に参加する。元々は大洗女子学園艦の最深部にあるBAR「どん底」にて、燻製器として使用されていた。発見時には既に2名で操縦が可能なように駆動系が改造されており、最低5名で運用が可能だった。
『のらくろ』
1970年のTVアニメ版で猛犬連隊と敵対する敵軍（豚軍、山猿軍）の戦車として登場（ただし、マークVの可能性もある）。